# ...Bo marzę i śnię
...Bo marzę i śnię – album studyjny polskiego piosenkarza Krzysztofa Krawczyka. Wydawnictwo ukazało się 14 października 2002 roku nakładem wytwórni muzycznej BMG Poland. Również w 2002 roku materiał uzyskał nominację do nagrody polskiego przemysłu fonograficznego Fryderyka w kategoriach Produkcja muzyczna roku i Album roku - pop. Nominację w kategorii Piosenka roku uzyskała także pochodząca z płyty kompozycja „Bo jesteś ty”.
Nagrania dotarły do 1. miejsca zestawienia OLiS. 19 lutego 2003 roku płyta uzyskała status platynowej.

## Lista utworów
Opracowano na podstawie materiału źródłowego.
1. „Bo jesteś ty”
2. „Wiarygodny”
3. „Chciałem być”
4. „Mijamy”
5. „Popatrz”
6. „Jeden dzień”
7. „Jestem sobą”
8. „Always On My Mind”
9. „O Tobie”
10. „Nie mów więcej o miłości”
11. „Śnię”
12. „Papa Was A Rolling Stone”